# Сежана (община)
Община Сежана (словен. Občina Sežana) — одна з общин в західній  Словенії з виходом до Адріатичного моря. Адміністративним центром є місто Сежана.

## Характеристика
Община Сежана межує з Італією, що разом з природними чинниками (особливо карстові печери) дає хорошу можливість для розвитку туризму. 

## Населення
У 2010 році в общині проживало 12883 осіб, 6510 чоловіків і 6373 жінок. Чисельність економічно активного населення (за місцем проживання), 5472 осіб. Середня щомісячна чиста заробітна плата одного працівника (EUR), 922,75 (в середньому по Словенії 966.62). Приблизно кожен другий житель у громаді має автомобіль (60 автомобіля на 100 жителів). Середній вік жителів склав 43,3 років (в середньому по Словенії 41.6). 